# England (Band)
England ist eine englische Progressive-Rock-Band, die im Jahr 1975 gegründet wurde.

## Bandgeschichte
Martin Henderson und Robert Webb waren schon vor der Gründung Englands musikalisch aktiv. Webb tourte in den frühen 1970er Jahren als Keyboarder mit Al Stewart, David Essex, Billy Fury & The Tornados. Im Jahr 1975 gründeten sie England mit Jamie Moses und Mark Ibbotson. Letztere verließen die Band bald wieder und wurden durch Frank Holland und Jode Leigh ersetzt. In dieser Besetzung spielten England ihr Debütalbum ein, das 1977 bei Arista Records erschien.
Trotz des Kritikererfolgs des von Genesis und Yes beeinflussten Garden Shed entzog die Plattenfirma der Band ihre Unterstützung und England lösten sich auf. Henderson arbeitete kurzzeitig mit Jeff Beck, wandte sich in den 1980er Jahren aber einer Karriere als Ingenieur zu. Webb war nach der Trennung Englands u. a. Session-Keyboarder für The Pretty Things und David Gilmour. Jode Leigh spielte u. a. auf Greg Lakes erstem Soloalbum.
Im Januar 1997 trat Webb an Henderson heran, da er Garden Shed, mittlerweile eine gesuchte Rarität und ein Klassiker des Genres, remastern wollte. Sie entdeckten dabei unveröffentlichtes Material, welches sie im selben Jahr ebenso wie die Neuauflage von Garden Shed auf den Markt brachten. Im Jahr 2005 formierten sie die Band neu. Maggie Alexander hatte Webb 2002 kennengelernt und mit ihm Garden Shed Music gegründet, Alec Johnson war seit seiner Kindheit mit Leigh befreundet und ebenso wie Steve Laffy seit langem als professioneller Musiker tätig.
Nachdem Garden Shed und Last of the Jubblies 2005 von Garden Shed Music neu aufgelegt wurden, spielten England 2006 beim Baja Prog Festival in Mexicali sowie in Tokio (für ein Livealbum mitgeschnitten) und in Sheffield. Im Mai 2009 traten sie beim MelloFest in London auf und verkauften dort CDs mit vier Stücken aus der Vorproduktion für ein geplantes neues Album. Dieses erschien schließlich im Jahr 2018.

## Diskografie
- 1977: Garden Shed
- 1997: The Last of the Jubblies
- 2006: The Imperial Hotel (EP)
- 2006: Live in Japan: Kikimimi
- 2018: Box of Circles
- 2022: The Concerts in Japan